# Yamaha YZF-R125
La Yamaha YZF-R125 és una motocicleta deportiva dissenyada per Yamaha i MBK Industrie des de 2008. El model del 2023 es troba en la seva quarta generació.

## Primera generació: (2008-2013)
El 2008, la moto va estar disponible inicialment com a substitut de quatre temps per al TZR125. Entrant en el mercat de motocicletes deportives de 4 temps de petit Cilindrada, ràpidament va guanyar atenció i es va convertir en una opció popular per als pilots joves.

### Especificacions
Especificacions per a la versió de la UE.
| Dimensions  | Longitud total           | 2015 mm                                    |
| Dimensions  | Amplada total            | 660 mm                                     |
| Dimensions  | Alçada total             | 1065 mm                                    |
| Dimensions  | Alçada del seient        | 815 mm                                     |
| Dimensions  | distància entre eixos    | 1355 mm                                    |
| Dimensions  | Altura al terra          | 155 mm                                     |
| Dimensions  | Radi de gir              | 3100 mm                                    |
| Fre frontal | Disc                     | Fix, 292 mm                                |
| Fre frontal | Caliper                  | Fix, 4 pistons, muntura radial             |
| Motor       | Tipus                    | Refrigerat per líquid, 4 temps,SOHC        |
| Motor       | Cilindrada               | 124.7 cc                                   |
| Motor       | Diàmetre x carrera       | 52.0 x 58.6 mm                             |
| Motor       | Relació de compressió    | 11.2 : 1                                   |
| Motor       | Consum de combustible    | (Aproximadament) 3.0 L / 100 km            |
| Pes         | Capacitat de combustible | 13.8 L                                     |
| Pes         | Capacitat d'oli          | 1.15 L (1.0 L després del canvi de filtre) |
| Pes         | Capacitat de refrigerant | 1.0 L (+0.25 L de reserva)                 |
| Pes         | Pes en sec               | 136 kg                                     |

## Segona generació: (2014-2018)
El 2014, Yamaha va donar un disseny nou de cara al model, amb un conjunt de carenes lleugerament ajustades, una forquilla frontal cap per avall i un tauler de pantalla LCD complet. El model es va llançar sense ABS, però es va convertir en una opció per al 2015. Per complir amb la normativa de seguretat de les motocicletes de la UE, a partir del 2017 es va exigir l'ABS en totes les motocicletes noves de la UE.

### Especificacions
Aquestes especificacions provenen del manual del propietari d'un model de 2017 amb ABS.
| Dimensions   | Longitud total           | 1950 mm                                    |
| Dimensions   | Amplada total            | 695 mm                                     |
| Dimensions   | Alçada total             | 1065 mm                                    |
| Dimensions   | Alçada del seient        | 825 mm                                     |
| Dimensions   | distància entre eixos    | 1350 mm                                    |
| Dimensions   | Altura al terra          | 155 mm                                     |
| Dimensions   | Radi de gir              | 3100 mm                                    |
| Fre davanter | Disc                     | Fix, 292 mm                                |
| Fre davanter | Caliper                  | Fixa, 4 pistons, muntatge radial           |
| Motor        | Tipus                    | Refrigerat per líquid, 4 temps, SOHC       |
| Motor        | Cilindrada               | 124,7 cc                                   |
| Motor        | Diàmetre x carrera       | 52,0 x 58,6 mm                             |
| Motor        | Relació de compressió    | 11.2 : 1                                   |
| Motor        | Consum de combustible    | (Aproximadament) 3,0 L/100 km              |
| Pes          | Capacitat de combustible | 11,5 L                                     |
| Pes          | Capacitat d'oli          | 1,15 L (1,0 L després del canvi de filtre) |
| Pes          | Capacitat de refrigerant | 1,0 L (+0,25 L de reserva)                 |
| Pes          | Pes en sec               | 140 kg                                     |

## Tercera generació: (2019-2022)
El model de 2019 té un nou braç basculant darrere, canvis en el xassís i la carrosseria, un nou motor amb Variable Valve Actuation (VVA).
Hi ha una petita actualització de 2021, que agrega un dipòsit de vapor al sistema de combustible, presumiblement per a ajudar la bicicleta a complir amb l'estàndard d'emissió Euro 5 més estricte.

### Especificacions
Segons el manual del propietari del model 2021.
| Dimensions   | Longitud total           | 1990 mm                                     |
| Dimensions   | Amplada total            | 755 mm                                      |
| Dimensions   | Alçada total             | 1140 mm                                     |
| Dimensions   | Alçada del seient        | 820 mm                                      |
| Dimensions   | distància entre eixos    | 1325 mm                                     |
| Dimensions   | Altura al terra          | 160 mm                                      |
| Dimensions   | Radi de gir              | 2900 mm                                     |
| Fre davanter | Disc                     | Fix, 292 mm                                 |
| Fre davanter | Caliper                  | Fixa, 4 pistons, muntatge radial            |
| Motor        | Tipus                    | Refrigerat per líquid, 4 temps, SOHC        |
| Motor        | Cilindrada               | 124,7 cc                                    |
| Motor        | Diàmetre x carrera       | 52,0 x 58,6 mm                              |
| Motor        | Relació de compressió    | 11.2 : 1                                    |
| Motor        | Consum de combustible    | (Aproximadament) 3,0 L/100 km               |
| Pes          | Capacitat de combustible | 11,0 L                                      |
| Pes          | Capacitat d'oli          | 1,05 L (0,95 L després del canvi de filtre) |
| Pes          | Capacitat de refrigerant | 0,49 L (+0,15 L de reserva)                 |
| Pes          | Pes en sec               | 142 kg                                      |

## Quarta generació: (2023-Actualitat)
La moto una vegada més va rebre una lleugera revisió per a l'any model 2023. Els canvis inclouen alguns ajustos menors a la suspensió com un angle de rotació diferent en la part davantera (ara és 26º) i una carrera més curta del braç oscil·lant en la part posterior (ara és 110 mm). La meitat davantera de la moto té carenats reelaborats i una nova pantalla TFT a tot color de 5" amb connectivitat per a telèfon intel·ligent.